# Темпоральний автомат
Темпоральний автомат[усталений термін?] в теорії автоматів — скінченний автомат, розширений скінченною множиною годинникових змінних. Годинникові змінні приймають дійсні значення та призначені для виміру часових характеристик.
Темпоральні автомати використовуються для моделювання скінченних систем реального часу.

## Формальне визначення
Темпоральний автомат може бути визначений як кортеж, що складається з 8 елементів( L, L0, E, A, C, T, G, I )[джерело?]:
- непуста скінчена множина позицій L;
- початкова позиція L0, що є елементом множини L;
- множина ребер Е, кожне з яких має помітки, що вказують, з якої позиції виходить дане ребро і в яке входить;
- функція A, яка відображає позицію у множину атомарних речень;
- скінчена множина годинників C;
- функція T, яка відображає ребро у множину годинників;
- функція G, яка відображає ребро у часове обмеження;
- функція I, яка відображає позицію в інваріант.

## Обчислення автомата
Крок обчислення темпорального автомата складається з просування часу, виконання переходу та перевірки інваріантів[джерело?].
Просування часу: Значення всіх годинників збільшуються на деяку однакову константу, а поточна позиція автомата не змінюється.
Виконання переходу: Обирається активний перехід із Ls в Ld . Умовою активності переходу є виконання відповідних часових обмежень. Поточною позицією автомата стає Ld. Годинникові змінні, які відповідають обраному переходу, ініціалізуються.
Перевірка інваріантів: Інваріанти, які відповідають усім позиціям автомата, повинні бути виконані.

## Приклад
Приклад темпорального автомата для пристрою перемикання наведено на рисунку.
Позиція S0 відповідає вимкненому стану пристрою, а S1 – увімкненому. Пристрій вимикається через 13 часових одиниць після перемикання із вимкненого стану перемикача в увімкнений стан. Це вимикання контролюється годинником y. Годинник x використано для моделювання того, що прилад може бути увімкнений як мінімум через 3 часових одиниць після перемикання.